# エンタープライズ (スクーナー・4代)
エンタープライズ (USS Enterprise) は、アメリカ海軍のスクーナー。1831年10月16日にニューヨーク海軍工廠で進水し、1831年12月15日に就役した。

## 略歴
1832年1月12日に南アメリカへ向けて出発し、1834年4月までそこで活動した。ニューヨークに戻り7月まで修理を行った後、再びブラジルへ向けて出発した。10か月後、スループ・ピーコックと合流し、アフリカ、インド、東インド経由で極東へ向かった。
1836年9月にはハワイのホノルルに寄航し、10月28日にはメキシコのマサトランに到着した。1839年3月まで南アメリカ西岸で行動した後、チリのバルパライソからホーン岬、リオ・デ・ジャネイロ経由でフィラデルフィアに戻り、1839年7月12日にそこで不活動状態になった。
1839年11月29日には再就役した。1840年3月16日にニューヨークから南アメリカへ向けて出発し、4年後にアメリカに戻った。1844年6月20日にはニューヨーク海軍工廠に入り、4日後に退役した後、10月28日には売却された。